# Low Toynton
Low Toynton est une paroisse civile et un village du Lincolnshire, en Angleterre.